# Sayaka Matsumoto
Sayaka Matsumoto (5 de diciembre de 1982) es una deportista estadounidense que compitió en judo. Ganó cuatro medallas en el Campeonato Panamericano de Judo entre los años 2000 y 2006.

## Palmarés internacional
| Campeonato Panamericano | Campeonato Panamericano  | Campeonato Panamericano | Campeonato Panamericano |
| Año                     | Lugar                    | Medalla                 | Categoría               |
| ----------------------- | ------------------------ | ----------------------- | ----------------------- |
| 2000                    | Orlando (Estados Unidos) | Medalla de bronce       | –48 kg                  |
| 2003                    | Salvador (Brasil)        | Medalla de plata        | –48 kg                  |
| 2005                    | Caguas (Puerto Rico)     | Medalla de bronce       | –48 kg                  |
| 2006                    | Buenos Aires (Argentina) | Medalla de bronce       | –48 kg                  |